# 소방복

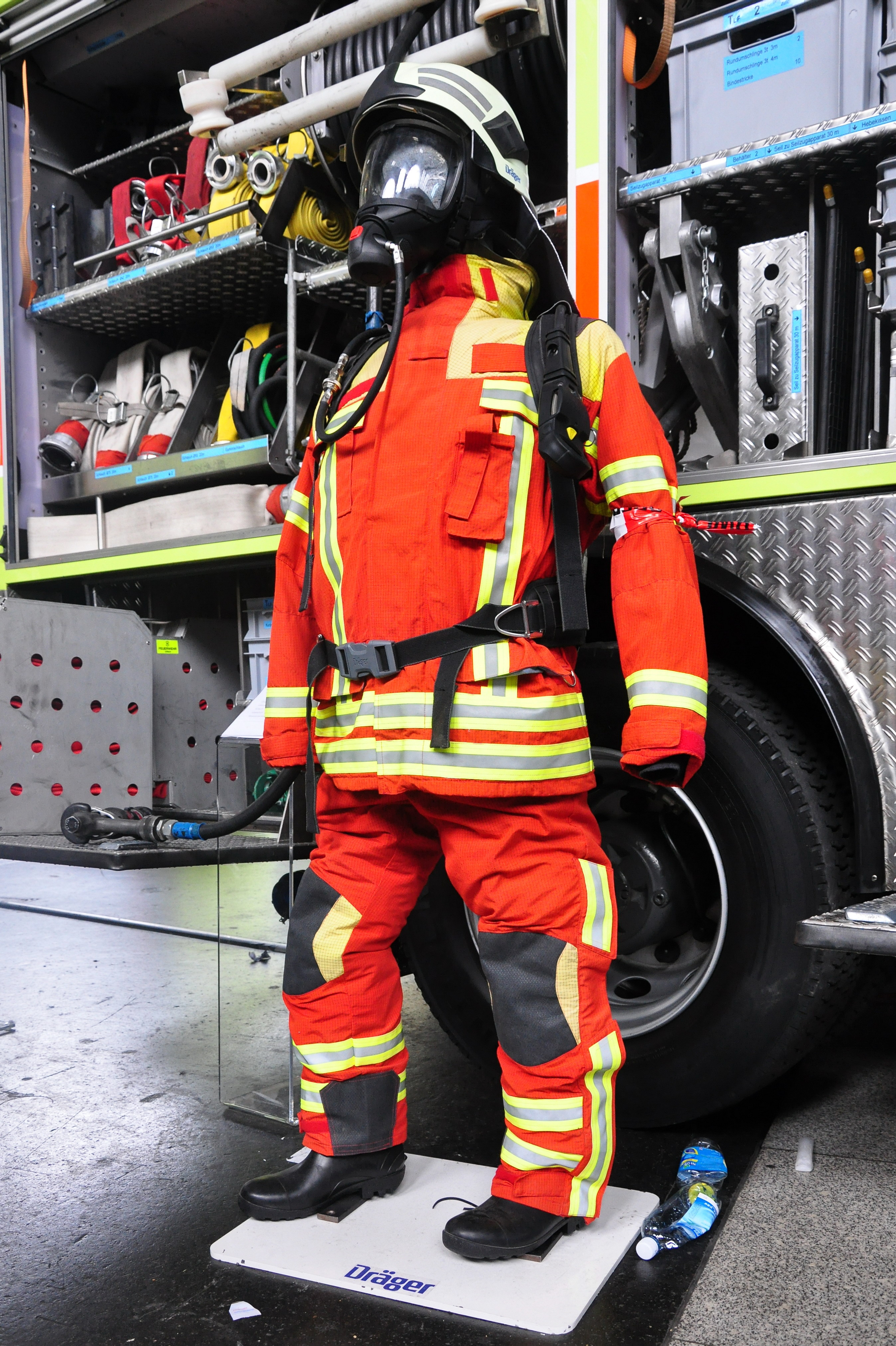
스위스 소방관의 방화복

소방복(消防服)은 소방관이 소방을 할 때 착용하는 복장이다.
넓은 의미로는 소방모와 소방두건, 소방화 및 소방장갑도 포함한다.
화재의 진압을 위해 소방을 할 때 불속에 뛰어들어야 하므로 소방하는 소방관들이 소방복은 물론 머리부위의 안전을 위하여 소방모와 소방두건을 착용하고 발부위를 보호하기 위하여 소방화를 착용하고 손부위를 보호하기 위하여 소방장갑을 착용하여야 한다.
또한 화재의 진압을 위한 소방 이외에 소방서 내에서 근무하는 소방관 및 소방행사등에 참가하는 소방관들이 착용하는 별도의 소방복도 있다.

## 소방복의 종류
- 정복
- 근무복
- 점퍼
- 임부근무복
- 기동복
- 신형 조끼
- 활동복
- 활동복 조끼
- 체력단련복
- 방한복
- 훈련복
- 비행복
- 수난활동복반바지
- 우천활동복
- 화학복